# Friedrich Bohl
Pour les articles homonymes, voir Bohl.
Friedrich Bohl, né à Göttingen le 5 mars 1945, est un homme politique allemand membre de l'Union chrétienne-démocrate d'Allemagne (CDU).

## Biographie
Il obtient son Abitur en 1964 et suit des études de droit. En 1969, il passe son premier examen juridique d'État puis effectue un stage à l'Institut de droit commercial et économique de l'Université de Marbourg. Il passe son second examen en 1972.
Avocat de profession, il devient également notaire à partir de 1976.
Depuis 1998, il siège au comité directeur de la banque d'investissement Deutsche Vermögensberatung AG. Il est par ailleurs marié et père de quatre enfants.

## Vie politique

### Au sein de la CDU
Friedrich Bohl adhère simultanément à la Junge Union (JU) et à l'Union chrétienne-démocrate d'Allemagne (CDU) en 1963. Dès l'année suivante, il est élu président de la JU à Marbourg. Il y renonce en 1970.
En 1969, il prend la présidence des jeunes chrétiens-démocrates dans la Hesse-Centrale (Mittelhessen) mais démissionne en 1973. Il est désigné à la tête de la CDU de l'arrondissement de Marbourg-Biedenkopf cinq ans plus tard et le reste jusqu'en 2002.

### Au niveau régional
Il entre au Landtag de Hesse en 1970. Quatre ans plus tard, il est élu président de la commission de la Justice jusqu'en 1978, lorsqu'il devient Vice-président du groupe de la CDU. Il renonce à son mandat en 1980.
Il siège également à l'assemblée de l'arrondissement de Marbourg-Biedenkopf, où il préside le groupe CDU entre 1974 et 1990.

### Au niveau fédéral
Élu député fédéral au Bundestag le 5 octobre 1980, il devient coordinateur au sein du groupe CDU/CSU à partir de 1984, puis premier coordinateur en 1989.
Le 26 novembre 1991, Friedrich Bohl est nommé Directeur de la chancellerie fédérale et ministre fédéral avec attributions spéciales. Il est choisi pour assumer la direction de l'Office de presse et d'information du Gouvernement fédéral à partir du 25 mai 1998. Il est contraint de renoncer à toutes ses fonctions le 27 octobre suivant, à la suite de l'arrivée au pouvoir d'une coalition rouge-verte.
Il ne se représente pas aux élections fédérales du 22 septembre 2002 et se retire de la vie politique.